# Sonja Smits
Sonja Smits (* 8. September 1958 in der Provinz Ontario) ist eine kanadische Theater- und Filmschauspielerin.

## Leben
Sonja Smits studierte Schauspiel an der Ryerson University in Toronto. Seit Ende der 1970er Jahre ist sie als Schauspielerin in Film und Fernsehen tätig. Für ihre Nebenrolle der „Bianca“ im Horror-Thriller Videodrome (1983) wurde sie für einen Genie Award nominiert, ebenso für ihre Hauptrolle der „Suzanne“ in der Komödie That’s My Baby! (1984).
Ab 1987 spielte sie die Rolle der Anwältin „Carrie Barr“ in der Serie Die Waffen des Gesetzes, für welche sie mit einem Gemini Award ausgezeichnet wurde. Ab 1996 spielte sie die Wirtschaftsprofessorin „Sally Ross“ in der Serie Traders, welche ihr zwei Gemini-Nominierungen einbrachte. Zu dieser Zeit trat sie vermehrt im Theater auf. 2021 war sie Hauptdarstellerin im Drama Drifting Snow.

## Filmografie (Auswahl)
- 1981: Die Grube des Grauens (The Pit)
- 1983: Videodrome
- 1984: That’s My Baby!
- 1987–1992: Die Waffen des Gesetzes (Street Legal, Fernsehserie, 83 Folgen)
- 1993: The Diviners
- 1996–2000: Traders (Fernsehserie, 83 Folgen)
- 2002–2003: Odyssey 5 (Fernsehserie, 7 Folgen)
- 2002–2005: The Eleventh Hour (Fernsehserie, 15 Folgen)
- 2003: Owning Mahowny
- 2004: Siblings
- 2006: One Way
- 2021: Drifting Snow
- 2022: Pretty Hard Cases (Fernsehserie, 10 Folgen)